# Gøril Snorroeggen
Gøril Snorroeggen (* 15. Februar 1985 in Trondheim, Norwegen) ist eine ehemalige norwegische Handballspielerin. Sie ist 1,75 m groß.

## Karriere
Gøril Snorroeggen wuchs in Kattem, einem Stadtteil von Trondheim, auf. Dort begann sie auch, beim Kattem IL Sport zu treiben. Mit 16 Jahren wechselte sie zu Byåsen IL, dem Verein, für den schon ihre Eltern als Handballspielerin bzw. Orientierungsläufer aktiv gewesen waren. Gøril spielte zunächst Handball und Fußball und bestritt für beide Sportarten internationale Auswahlspiele; schließlich entschied sie sich aber für Handball. Mit der ersten Mannschaft debütierte sie 2003 in der norwegischen Eliteserie und wurde 2005, 2006 und 2007 jeweils Vizemeisterin. 2007 stand die Rückraumspielerin im Finale des Europapokals der Pokalsieger. In der Saison 2004/05 wurde sie mit 184 Treffern Torschützenkönigin der norwegischen Eliteserien. 2010 wechselte sie zum dänischen Erstligisten Team Esbjerg. Im Sommer 2013 war ein Wechsel zum norwegischen Verein Byåsen IL angekündigt worden, jedoch entschloss sie sich zu pausieren und sich auf ihr Medizinstudium zu konzentrieren. Im Februar 2014 brachte sie ein Kind zur Welt. Im September desselben Jahres gab Snorroeggen ihr Comeback für den norwegischen Drittligisten Heimdal IF, für den sie das Tor hütete.
Gøril Snorroeggen hat 102 Länderspiele für die norwegische Frauen-Handballnationalmannschaft bestritten. 2004 sowie 2006 wurde sie mit Norwegen Europameisterin, bei der Handball-Weltmeisterschaft der Frauen 2007 in Frankreich wurde sie Vizeweltmeisterin. Ein Jahr später holte sie sich bei den Olympischen Spielen die Goldmedaille. Im Jahr 2011 gewann sie den WM-Titel in Brasilien. Im Sommer 2012 nahm Snorroeggen erneut an den Olympischen Spielen in London teil, wo sie wiederum die Goldmedaille gewann. Im Januar 2013 gab Snorroeggen bekannt, dass sie in der Nationalmannschaft pausieren werde.

## Privates
Gøril Snorroeggen ist mit dem norwegischen Fußballspieler Alexander Lund Hansen liiert. Ihre Schwester Marte Snorroeggen spielt ebenfalls Handball.